# Pampulha (Lisboa)
A Pampulha é um bairro da cidade de Lisboa, situado na freguesia da Estrela (anteriormente, na freguesia dos Prazeres).
Centrado em torno da Calçada da Pampulha, o bairro estende-se entre as Janelas Verdes e a Avenida Infante Santo, tendo como centro a antiga igreja de São Francisco de Paula.
Embora o topónimo esteja atestado desde o século XVI como referindo-se a um sítio no Termo de Lisboa, a ocidente da cidade, ignora-se a sua antiguidade e a sua origem etimológica; o linguista José Pedro Machado propõe que derive de Pão da Apúlia, em referência ao trigo importado da região italiana da Puglia, e que era desembarcado em cais próximos.
A Pampulha ficou célebre a partir de 1872, data em que o industrial Eduardo Costa aí estabeleceu a primeira fábrica de bolachas em Portugal, a Fábrica de Bolachas da Pampulha.